# Alfredo Cecchi
Alfredo Cecchi (Florencia, 1875 - después de 1920) fue un cantante de ópera italiano (tenor).
Cecchi estudia canto en Milán con Elettra Callery-Viviani. Debuta como barítono el 1899 y, después de unos meses, se pasa al papel de tenor con el Radames de la ópera Aida de Verdi (1901). Además de sus apariciones en los teatros de ópera italianos, también actuó como invitado en San Petersburgo, Lisboa, Londres, El Cairo, Sao Paulo, Río de Janeiro, Méjico etc. En su repertorio predominaron los papeles de tenor de las óperas de Verdi. Se han conservado diversos registros sonoros de los años 1900. Su última aparición escénica fue en 1920, tras la cual se dedicó a profesor de canto en Milán. Entre sus estudiantes se encontraron Alfred Orda, Alessandro Granda o Alessandro Ziliani. Después de 1920, hasta ahora, no se sabe nada de él, ni siquiera la fecha de defunción. 
Como curiosidad, el año 1902 fue protagonista de una crónica cuando actuaba en el escenario del Teatro Verdi de Florenciainterpretando Ernani. Tuvo una disputa con el periodista Cesare Levi que en las páginas de la Domenica Fiorentina había criticado la actuación de Cecchi. El caso siguió curso legal sin consecuencias pero si fue juzgado por la asociación de la Prensa que no aprobó el comportamiento del tenor.